# Don Horn
(en) Statistiques sur pro-football-reference
Donald Glenn Horn, né le 9 mars 1945 à South Gate, est un joueur américain de football américain.

## Biographie

### Enfance
Horn étudie à la Gardena High School de Los Angeles où il joue dans les équipes de football américain et de baseball,. La californien veut se rendre à l'université d'État de Louisiane mais est accepté par l'université Stanford et décide, finalement, de se rendre à l'université d'État de Washington.

### Carrière

#### Université
Il intègre l'équipe des Cougars de Washington State en 1963 et devient capitaine des freshmans, les étudiants en première année. Cependant, il n'est pas en accord avec la tactique de Woody Hayes, misant sur l'attaque frontale, et il décide de quitter l'université. Horn passe une saison au Los Angeles Harbor College avant d'être appelé par Don Coryell, l'entraîneur des Aztecs de San Diego State, et d'être transféré à l'université d'État de San Diego.
Pendant deux ans, Horn s'impose comme quarterback de San Diego State, ne perdant que deux rencontres sur les vingt-et-une qu'il dispute avec les Aztecs, et remporte le NCAA College Division championship en 1967, recevant également le titre d'All-American.

### Professionnel
Don Horn est sélectionné au premier tour de la draft 1967 de la NFL par les Packers de Green Bay au vingt-cinquième choix, devenant le premier joueur de San Diego State à être choisi lors du premier tour. Il est désigné comme remplaçant de Bart Starr et de Zeke Bratkowski mais se retrouve propulsé au poste de titulaire lors du dernier match de la saison 1968 contre les Bears de Chicago, dix jours après son retour de l'U.S. Army. Horn lance deux passes pour touchdown et pour 187 yards, œuvrant pour la victoire des Packers 28-27. 
En 1969, Horn débute cinq matchs avec Green Bay dont quatre se concluant par une victoire. Il lance cinq touchdowns contre les Cardinals de Saint-Louis et devient le premier quarterback à réaliser cette performance avec les Packers. En fin de contrat après la saison 1969, il a la possibilité de s'engager avec les Redskins de Washington, entraîné par Vince Lombardi qu'il a connu à Green Bay, pour devenir remplaçant de Sonny Jurgensen, mais Horn prolonge finalement à Green Bay. Néanmoins, le nouvel entraîneur Phil Bengtson privilégie encore Starr. En sept matchs, Horn se fait intercepter dix ballons et l'entraîneur suivant Dan Devine décide de l'échanger.
Don Horn part chez les Broncos de Denver avec un premier tour de la draft 1971, qui servira pour sélectionner Marv Montgomery, contre Alden Roche et un premier tour de la draft 1971, permettant à Green Bay de choisir John Brockington. Il arrive dans une équipe entraînée par Lou Saban mais ses neuf matchs comme titulaire se passent mal, lançant quatorze interceptions. En 1972, John Raltson est nommé entraîneur mais Horn et lui cultivent une mauvaise relation née lorsque le quarterback était encore joueur universitaire. 
Il est échangé aux Browns de Cleveland, en janvier 1973, contre deux tours de la draft 1974 dont un utilisé par Denver pour Claudie Minor. Après une année comme remplaçant, une grève touche la NFL lors des camps d'entraînement et Horn ne s'entraîne pas. Le jeune joueur Brian Sipe profite de ce mouvement de contestation, surtout suivi par des joueurs expérimentés, pour réclamer le poste de numéro un qu'il obtient et Horn est transféré chez les Chargers de San Diego où il est derrière Dan Fouts et Jesse Freitas Jr..
Dan Horn termine sa carrière professionnelle en World Football League, fermant ses portes pendant la saison 1975, où il évolue comme quarterback du Thunder de Portland puis comme coordinateur offensif et entraîneur après le départ de Greg Barton. Malgré ses relances auprès d'autres équipes, il ne retrouve plus de contrat et prend sa retraite après la faillite de la WFL.